# Langues jirajaranes
Les langues jirajaranes sont une famille de langues amérindiennes d'Amérique du Sud, parlées dans l'Ouest du Venezuela, dans les États actuels de Lara et de Falcón.

## Classification
Les populations jirajaranes ont subi durement la conquête espagnole au XVIe siècle, mais ont survécu. Leurs langues ont pourtant disparu, au début du XXe siècle, au profit de l'espagnol.
Les langues de cette famille sont :
- Le jirajara (en) ;
- L'ayamán (en) ;
- Le gayón (en).

Le linguiste tchécoslovaque Čestmír Loukotka y ajoute quatre autres langues sur lesquelles aucune documentation n'existe :
- Le coyone, parlé dans la région des sources du fleuve Portuguesa (État de Portuguesa) ;
- Le cuiba, parlé dans la municipalité d'Aricagua (État de Mérida) ;
- L'atatura, parlé entre les rivières Rocono et Tucupido ;
- L'aticari, parlé le long de la rivière Tocuyo.